# Adenophyllum glandulosum
Adenophyllum glandulosum là một loài thực vật có hoa trong họ Cúc. Loài này được (Cav.) Strother mô tả khoa học đầu tiên năm 1986.